# 筐柳
筐柳（学名：Salix linearistipularis）为杨柳科柳属的植物。分布在中国大陆的河北、陕西、河南、甘肃、山西等地，生长于海拔100米至1,800米的地区，常生长在河边、平原低湿地或湖岸边，目前尚未由人工引种栽培。

## 别名
蒙古柳（东北木本植物图志）

## 异名
- Salix mongolica Siuz. f. bicolor Chang et Skv.
- Salix mongolica Siuz. f. sericea Chang et Skv.